# Короткий фільм про вбивство
Короткий фільм про вбивство (пол. Krótki film o zabijaniu) — польський фільм 1988 року, режисера Кшиштофа Кесльовського.

## Опис
У фільмі три центральні персонажі, до пори — ніяк між собою не зв'язаних, навіть незнайомих. Кожен живе у своєму світі. Але в якийсь момент їхні долі перетнуться. Перший, 20-річний Яцек, — нічим не примітний гулящий провінціал, що не знає, чим себе зайняти. Він немов намагається зачепитися за щось у міському пейзажі, встановити зі світом якийсь зв'язок. Але контакт все не виникає...
У пару йому режисер додає немолодого таксиста, що настільки ж безглуздо крутить по вулицях Варшави. Його з'їдає безнадійність і мізантропія. Обоє вони — невдахи, людські уламки великого непривітного міста, що викликає у них схожу неприязнь. І, нарешті, третій герой — адвокат — позитивний, молодий і красивий, що вірить у святість і гуманізм своєї місії.

## У ролях
- Мирослав Бака — Яцек Лазар
- Кшиштоф Ґлобіш — Петро Баліцкі (Адвокат)
- Ян Тесаш — Вальдемар Рековскі (водій таксі)
- Збігнєв Запасевич — Голова комітету
- Барбара Дін — касир

## Нагороди
Фільм отримав приз Журі та Приз ФІПРЕССІ на 41-у Каннському кінофестивалі. Також Короткий фільм про вбивство отримав премію Європейський кіноприз за найкращий фільм.